# Rue Ballainvilliers
Pour les articles homonymes, voir Ballainvilliers.
La rue Ballainvilliers est une rue du centre historique de Clermont-Ferrand.

## Situation et accès
Elle est un des axes principaux du centre-ville, à l'extrémité sud de la ville médiévale.
Elle débute au sud à la Pyramide située près du jardin Lecoq, au croisement des boulevards Lafayette et Léon-Malfreyt et de l'avenue Vercingétorix. Elle s'achève au nord en rencontrant la vieille ville entre la place Hippolyte-Renoux, les rues Saint-Esprit et de l'Abbé-Girard et le boulevard Maréchal-Joffre.

## Origine du nom
Elle porte le nom de Simon Charles Sébastien Bernard, baron de Ballainvilliers (1721-1767) qui fut intendant de la généralité de Riom de 1757 à 1767 et en décida l'aménagement.

## Historique
Une des portes de la ville dite la Porte du Cerf se trouvait à l'actuel emplacement de la placette Ballainvilliers. 
Formée du comblement des fossés et la démolition de l'enceinte fortifiée. [...] Le haut de la rue s'appelait place du Cerf, et le bas, rue de Touraud. Un hôtel du voisinage avait pour enseigne un cerf : de là le nom. M. de Ballainvilliers, vers 1757, nivela toute cette région et y traça l'avenue la plus large et la plus spacieuse du Clermont d'alors. 

## Bâtiments remarquables et lieux de mémoire
Plusieurs monuments historiques importants sont présents tout au long de cette voie :
- la Pyramide.
- la halle au blés qui va accueillir les nouveaux locaux du FRAC Auvergne[4].
- l'immeuble Bargoin.
- le musée Bargoin.